# Ràdio País
Pour les articles homonymes, voir País.
Ràdio País est une station de radio française d'expression gasconne, bilingue (français-gascon), créée en Béarn en 1983.

## Contexte lors de la création
Avant 1981, le paysage radiophonique français était limité à quelques stations : radios de service public d'État et radios périphériques. Lors de l'éclatement du monopole de radio-télévision en France en 1981, un mouvement d'expression libre, celui des radios libres, s'est exprimé par la création d'environ 2 000 services radiophoniques.
Devant le constat — connu dès les années 1960 — de la non transmission de l'occitan dans les familles, le sous-développement des médias occitanophones, l'« Amassada entau País » (réunion de plusieurs centaines d'acteurs béarnais et gascons de la langue occitane dans le sud de la Gascogne) a décidé la création de Ràdio País pour ouvrir un espace public à la langue.

### Un peu d'histoire
L'équipe fondatrice était issue de dissidents d'une autre radio, La voix du Béarn,. Après un conflit avec la direction de cette radio, qui refusait toute direction collégiale, une trentaine de membres, comprenant des journalistes, techniciens, animateurs quittèrent cette radio. La nouvelle radio, prit le nom de Ràdio País. Les studios étaient situés à Lescar, ancienne capitale du Béarn. Une année plus tard, un incendie détruisit les studios. Quelques heures plus tard la station redémarrait provisoirement d'un autre lieu. Grâce à un mouvement de solidarité conséquent, la radio fut reconstruite dans de nouveaux locaux plus spacieux.
L'occitan est une langue dialectalisée, comme l'est toute langue à l'état naturel.
Dans le projet Ràdio País, un des intérêts majeurs est de donner à entendre les diverses modalités de la langue gasconne.

## Caractéristiques
C'est une radio indépendante et multilingue : 80 % des programmes sont en occitan fin 2012 soit 134,4 heures sur 168 heures de production et de diffusion hebdomadaire[source secondaire souhaitée].
La radio commente les parties à domicile de la Section Paloise, en Top 14, depuis 2020, en gascon.
Le siège social est fixé: 77, avenue des lilas - 64000 Pau.
L'équipe est composée de Sylvain Carrère, responsable d'antenne, journaliste et animateur, et d'Yves Pédegert, Emilie Castagné, Ludovic Jouanserre et Estela Arrosères, journalistes et animateurs.